# Escolha de Hobson

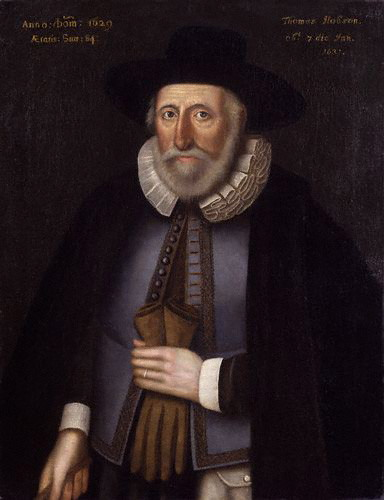
Thomas Hobson (1629)

Uma escolha de Hobson é uma aparente livre escolha  em que apenas uma opção é realmente oferecida. O termo é frequentemente usado para descrever a ilusão de que é possível escolher, ou seja, que há opções disponíveis. A típica escolha de Hobson  é a de "pegar ou largar", sendo que "largar" é altamente indesejável.
Diz-se que a expressão se originou com Thomas Hobson (1544-1631), proprietário de um estábulo de aluguel em Cambridge, Inglaterra. Também conhecido como "o mensageiro de Cambridge", Hobson era agente dos correios e entregava correspondências na rota Londres-Cambridge. Ele era também proprietário de um estábulo próximo aos portões do Saint Catharine's College, um dos 31 colleges da Universidade de Cambridge. Quando não precisava entregar correspondências, Hobson alugava seus cavalos a estudantes e professores da faculdade. Porém ele logo percebeu que seus cavalos melhores e mais rápidos eram os mais requisitados pela clientela e, portanto, acabavam sendo sobrecarregados de trabalho. Para evitar que os cavalos ficassem esgotados, Hobson criou um sistema de rotação rigoroso, permitindo que o cliente levasse apenas o próximo cavalo da fila (aquele que estivesse na baia mais perto da porta). Essa política de "este ou nenhum" deu origem à expressão "escolha de Hobson", utilizada quando aquilo que é apresentado como uma escolha não é de facto uma escolha  ou para indicar a necessidade de optar entre alternativas indesejáveis. 